# Дюрнтен
Дюрнтен (нем. Dürnten) — коммуна в Швейцарии, в кантоне Цюрих.
Входит в состав округа Хинвиль. Население составляет 6402 человека (на 31 декабря 2007 года). Официальный код — 0113.

## Состав коммуны
- Тан